# Голубев, Александр Тихонович
Алекса́ндр Ти́хонович Го́лубев (22 сентября 1908 года, Сорокино, Новгородская губерния — 19 февраля 1990 года, Боровичи) — советский военнослужащий, участник Великой Отечественной войны, полный кавалер ордена Славы, санинструктор санитарного взвода 299-го стрелкового полка, старшина медицинской службы — на момент представления к ордену Славы 1-й степени.

## Биография
Родился 22 сентября 1908 года в деревне Сорокино Боровичского уезда Новгородской губернии. Русский. После получения начального образования работал бракёром-приёмщиком Боровичского леспромхоза.
В 1931 году прошёл 4-месячные сборы младших командиров. В боях Великой Отечественной войны с ноября 1941 года. Воевал на Северо-Западном, Волховском, Ленинградском, 3-м Прибалтийском, 3-м Белорусском и 1-м Украинском фронтах. Участвовал в боях под Новгородом, освобождении Псковской области, Эстонии, Латвии, Польши, Чехословакии.
В июле 1944 года в ходе проведения Псковско-Островской операции войска 3-го Прибалтийского фронта прорвали оборону противника и освободили города Остров и Псков. Продолжая развивать наступление 54-я армия, в составе которой служил санинструктором санитарного взвода 299-го стрелкового полка 225-й стрелковой дивизии старший сержант медицинской службы Голубев, вела бои в направлении на Алуксне. В течение трёх дней с 19 по 21 июля 1944 года за время наступления от реки Лжа до станции Пундуры Голубев вынес с поля боя 24 раненых с их оружием. В одном из боёв, спасая командира, вступил в схватку с гитлеровцем, пытавшемся захватить в плен раненого офицера, и огнём из автомата уничтожил его.
Приказом по 225-й стрелковой дивизии от 29 июля 1944 года за мужество, проявленное в боях с врагом, старший сержант А. Т. Голубев награждён орденом Славы 3-й степени.
В дальнейшем дивизия участвовала в Тартуской и Рижской операциях. В декабре 1944 года она была переброшена в южную Польшу и вела бои по освобождению Домбровского угольного и промышленного района в Силезии.
Санинструктор тех же полка и дивизии старшина медицинской службы А. Т. Голубев 21-23 января 1945 года у населённых пунктов Подскале, Коцельна, Псарны вынес с передовой 17 раненых воинов.
Всего за время боёв в Польше вынес поля боя лично 67 раненых бойцов, ещё 82 солдатам и офицерам оказал первую помощь.
Приказом по 21-й армии от 8 марта 1945 года старшина медицинской службы А. Т. Голубев награждён орденом Славы 2-й степени.
В начале февраля 1945 года в составе диверсионной группы действовал в тылу противника. Разведчики переоделись в женскую одежду и под видом местных жителей подошли вплотную к гитлеровцам в селении в 18 километрах северо-западнее города Оппельн и внезапной атакой уничтожили вражеские огневые точки, что позволило стрелковому батальону занять населённый пункт без потерь.
25 марта 1945 года весь состав группы был награждён орденом Славы 3-й степени.
Указом Президиума Верховного Совета СССР от 20 декабря 1951 года в порядке перенаграждения Голубев Александр Тихонович награждён орденом Славы 1-й степени.
В 1946 году старшина А. Т. Голубев демобилизован. Жил в городе Боровичи. Работал на Удинской картонажной фабрике плотником, начальником лесной биржи, вахтёром, комендантом посёлка, председателем фабричного комитета.
Скончался в 1991 году. Похоронен в городе Боровичи.
Награждён орденами Отечественной войны 1-й степени, Красной Звезды, Славы 1-й, 2-й и 3-й степени, медалями.